# Jean Pierre Guépin
Jean Pierre Guépin (ur. 1779 w Angers, zm. 11 lutego 1858 tamże) – francuski lekarz, botanik i mykolog.
Po uzyskaniu doktoratu z medycyny pracował jako lekarz w swojej rodzinnej miejscowości Angers, później uczył medycyny i farmacji w szkole w Angers. Przez kilka lat był dyrektorem tej szkoły. Botanika i mykologia była jego hobby. W 1830 r. wydał pierwszy tom monografii, w którym opisał rośliny kwitnące departamentu Maine i Loara. Tom ten był kilkakrotnie poprawiany i przedrukowywany. Drugi tom nigdy nie został ukończony i wydrukowany. Guépin sporządził także zielnik, który podarował miastu Angers. Obecnie jest podzielony między Uniwersytet w Cannes i Muzeum Historii Naturalnej w Paryżu.
Przy nazwach naukowych utworzonych przez niego taksonów dodawane jest jego nazwisko Guépin. Uczczono go jego nazwiskiem nazywając rodzaj grzybów Guepinia i gatunki Rosa guepinia oraz Gladiolus guepinii.